# Яруллин, Альберт Ильдарович
Альбе́рт Ильда́рович Яру́ллин (род. 3 мая 1993, Казань) — российский хоккеист, защитник. Воспитанник казанского хоккея. Игрок «Ак Барса», выступающего в КХЛ.

## Карьера

### Клубная
Начал карьеру в 2009 году в составе казанского клуба Молодёжной хоккейной лиги «Барс». В дебютном сезоне провёл 9 матчей, набрав 2 (1+1) очка. В следующем сезоне, перед началом которого на драфте КХЛ он был выбран в 6 раунде под общим 128 номером родным казанским «Ак Барсом», улучшил свои показатели, в 47 проведённых матчах набрав 10 (5+5) очков.
13 сентября 2011 года в первом матче сезона 2011/12 против рижского «Динамо», который завершился победой «Ак Барса» со счётом 5:2, дебютировал в Континентальной хоккейной лиге, проведя на площадке больше 6 минут.

### Международная
В составе сборной России принимал участие в юниорских чемпионатах мира 2010 и 2011 годов, на последнем из которых он в качестве капитана команды привёл сборную к бронзовым медалям мирового первенства, став также лучшим ассистентом-защитником турнира, набрав 11 (0+11) очков в 7 проведённых матчах, а также став лучшим на турнире по показателю полезности с результатом +12. Принимал участие в молодёжном чемпионате мира 2013, завоевав бронзовые медали. В общей сложности на юниорских и молодёжных чемпионатах мира провёл 21 матч, набрал 16 (3 + 13) очков и 10 штрафных минут.

## Достижения
- Бронзовый призёр юниорского чемпионата мира 2011
- Лучший ассистент-защитник юниорского чемпионата мира 2011
- Лучший показатель полезности юниорского чемпионата мира 2011
- Бронзовый призёр молодёжного чемпионата мира 2013
- Обладатель Кубка Гагарина 2018

## Статистика
| Легенда | Легенда                    | Легенда | Легенда                   | Легенда | Легенда    |
| ------- | -------------------------- | ------- | ------------------------- | ------- | ---------- |
| И       | Количество проведённых игр | Штр     | Штрафное время            | +/−     | Плюс-минус |
| Г       | Голы                       | П       | Голевые передачи          | О       | Очки       |
| -       | Статистика неизвестна      | —       | Статистика не учитывалась |         |            |